# Brighthampton
Brighthampton – osada w Anglii, w hrabstwie Oxfordshire, w dystrykcie West Oxfordshire. Leży 14 km na zachód od Oksfordu i 95 km na zachód od Londynu.